# آدي غراهام
آدي غراهام (بالإنجليزية: Addie Graham)‏ هي مغنية أمريكية، ولدت في 5 فبراير 1890، وتوفيت في 1 أبريل 1978.

## وصلات خارجية
- آدي غراهام على موقع ميوزك برينز (الإنجليزية)
- آدي غراهام على موقع ديسكوغز (الإنجليزية)